# William Daniels
William David Daniels (Nova Iorque, 31 de Março de 1927) é um ator estadunidense de cinema e televisão.
Entre os filmes em que atuou, destacam-se: Mil Palhaços (1965), Um Caminho para Dois (1967), A Primeira Noite de um Homem (1967), 1776 (1972), A Trama (1974), A Lagoa Azul (1980), Reds (1981), Encontro às Escuras (1987) e Adorável Sedutora (1989).
Na televisão, participou dos seriados: Cidade Nua (1962), McCloud (1973-1976), Os Detetives (1976), Arquivo Confidencial (1976), Casal 20 (1982), A Super Máquina (voz de K.I.T.T. 1982-1986), Médicos e Estagiários (2002), O Toque de um Anjo (1996-2003) e Kim Possible (voz - 2004),  Boy Meets World (1993-2000), Girl Meets World (2015), entre outros.